# Vůdce daroval Židům město
Terezín. Dokumentární film z židovského sídelního území (německy Theresienstadt. Ein Dokumentarfilm aus dem jüdischen Siedlungsgebiet), známější pod neoficiálním názvem Vůdce daroval Židům město (Der Führer schenkt den Juden eine Stadt) je nacistický propagandistický film natočený v roce 1944 režiséry Kurtem Gerronem, Karlem Pečeným a kameramanem Čeňkem Zahradníčkem v koncentračním táboře Terezín.

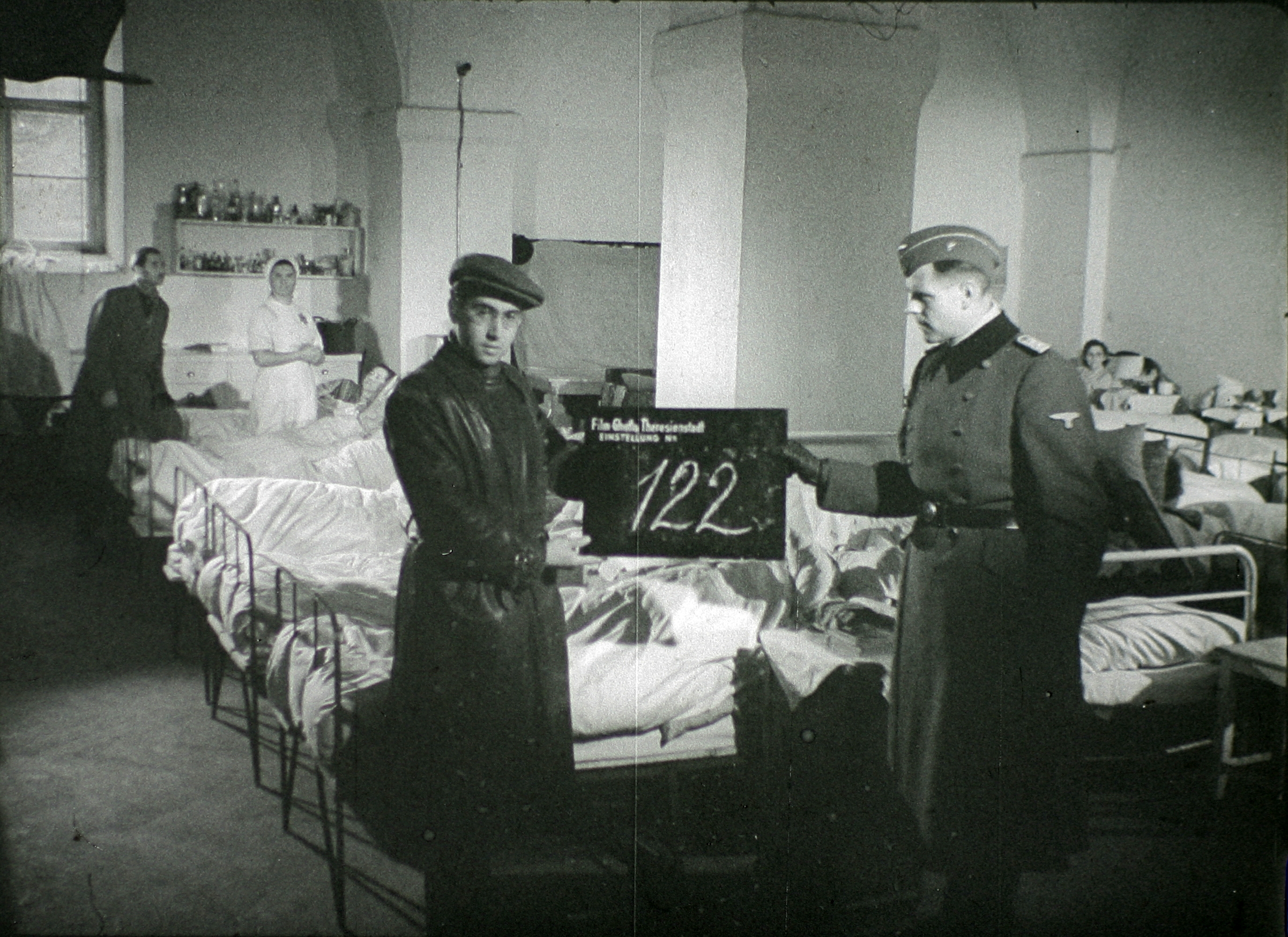
Snímek z natáčení první verze filmu Ghetto Theresienstadt v roce 1942

Cílem filmu bylo rozptýlit pochybnosti o utrpení Židů v Terezíně a ukázat, jak zde dobře žijí. Film nebyl nikdy uveden do distribuce a do dnešních dnů se zachovala pouze torza.